# Волынь
Волынь — щоденна газета, виходила від 1882 до 1918 року в Житомирі. Позиціювала себе як політичне, літературне і громадське видання. Насправді газета не висвітлювала цих питань, а була рекламно-інформаційним виданням, що розраховане на дрібного провінційного обивателя.